# Slaget vid Muroyama
Slaget vid Muroyama var ett av många slag i Genpei-kriget som varade mellan 1180 och 1185.
Vid Muroyama försökte Minamoto no Yukiie hämnas förlusten i slaget vid Mizushima genom att anfalla styrkor tillhörande Taira-klanen.

## Slaget
Befälhavare för de två Taira-styrkor som Yukiie anföll var Norimori och Taira no Shigehira. De delade sina ryttare i fem divisioner, som attackerade i ordningsföljd och tröttade ut fiendestyrkan. Så småningom var Minamotos styrka omringad och fick slå sig ut för att fly. Efter flykten återstod endast 30 av de 500 ryttare som deltagit i anfallet. Yukiie tillhörde de överlevande.